# Hoplopleura quadridentata
Hoplopleura quadridentata – gatunek wszy z rodziny Hoplopleuridae, pasożytujący głównie na Nectomys squamipes. Spotykany również na innych myszowatych: Nectomys palmipes, Oligoryzomys fulvescenes, Oryzomys rostratus, Scapteromys tumidus. Powoduje wszawicę.
Samica wielkości 1,25 mm, samiec mniejszy wielkości 0,95 mm. Wszy te mają ciało silnie spłaszczone grzbietowo-brzusznie. Samica składa jaja zwane gnidami, które są mocowane specjalnym "cementem" u nasady włosa. Rozwój osobniczy trwa po wykluciu się z jaja około 14 dni. Pasożytuje na skórze. Występuje w Peru, Argentynie, Meksyku, Paragwaju w Ameryce Południowej.